# René Fenouillère
René Victor Fenouillère, nacido en Portbail (Francia) el 22 de octubre de 1882 y fallecido en combate al norte de Reims el 4 de noviembre de 1916, fue un futbolista internacional francés. Jugó en el FC Barcelona y RCD Español, entre otros equipos.

## Biografía
Debutó en las categorías inferiores del US Avranches antes de irse a Inglaterra a estudiar.
En 1904 milita en las filas del FC Barcelona (juega tres partidos no oficiales). Es el primer futbolista francés del Barça. Antes había jugado también de forma breve en el RCD Español.
Después de sus experiencias en Inglaterra y España, se va a París y juega en las filas del Racing Club de France y del Red Star Football Club.
Juega un partido con la selección absoluta de Francia en los Juegos Olímpicos de 1908.
Juega su último partido en 1915 (un partido amistoso entre el Avranches y las tropas aliadas).
Durante la Primera Guerra Mundial, René Fenouillère es incorporado al 2.º regimiento de infantería de Granville. Es herido en 1915 en un combate en Bélgica. Una vez restablecido, vuelve al combate. El subteniente Fenouillère fallece en el frente el 4 de noviembre de 1916. Es enterrado en el cementerio nacional de Sillery (Marne).